# 하뤼 마르틴손

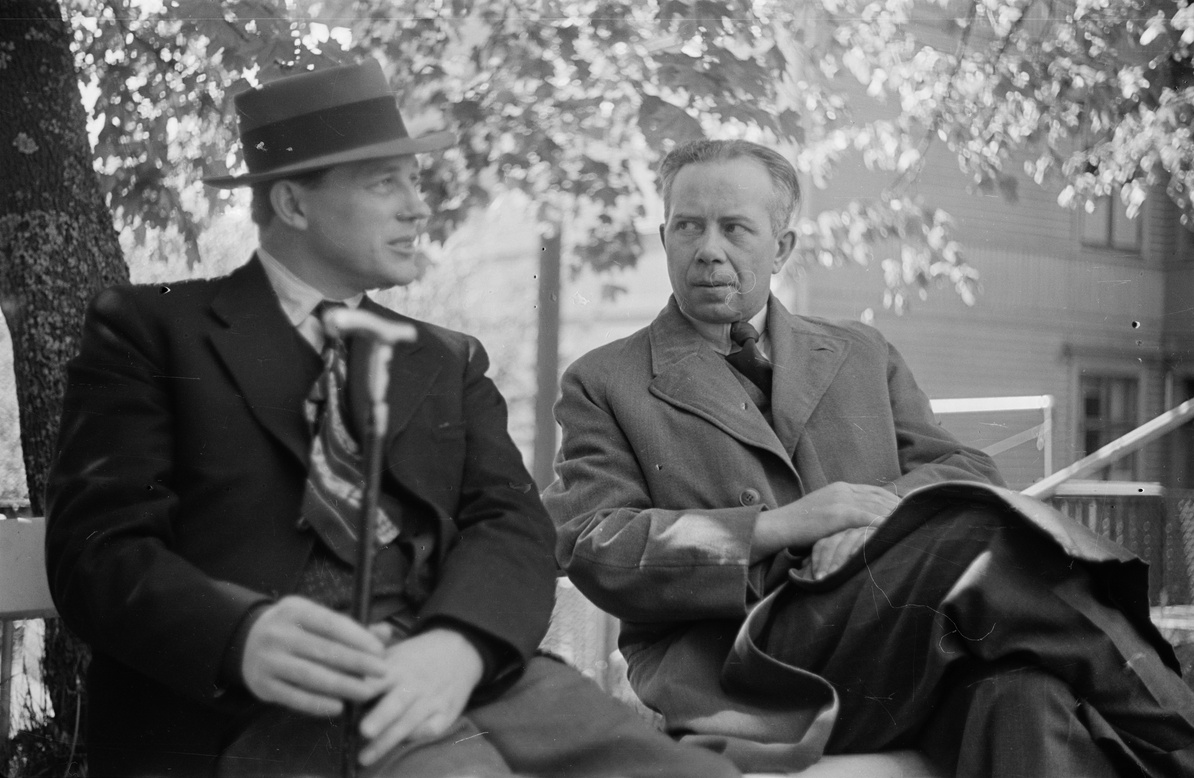
하리 마르틴손(왼쪽)

하리 마르틴손(Harry Martinson, 1904년 ~ 1978년)은 스웨덴의 소설가·시인이다. 옘쇠그에서 선장의 아들로 태어나 어렸을 때는 선원생활을 6년간이나 했다. 시·에세이·대하소설 등, 20여 권이 넘는 저작에서 이슬 방울 맺는 듯, 전체적인 조화와 화합(和合)을 이룬다는 명성은 이미 1949년 한림원 회원이 되기 전부터 스웨덴에 파다했다. 특히 <아니아라>는 서사적 작품으로 빛이 없는 땅에서 탈출하는 8천 명의 인간의 모습을 잘 나타내고 있다. 이 밖의 작품으로는 전원생활을 그린 <케이프여 안녕>(1933), 사회에서 버림 받는 자들을 주제로 한 <길>(1950)이란 작품이 있다.

## 참고 문헌
- 이 문서에는 다음커뮤니케이션(현 카카오)에서 GFDL 또는 CC-SA 라이선스로 배포한 글로벌 세계대백과사전의 내용을 기초로 작성된 글이 포함되어 있습니다.